# Konstantin Schäfer
Konstantin Schäfer (* 12. Dezember 1899 in Karlsruhe; † 26. April 1978 in Neuenburg am Rhein) war ein deutscher Pädagoge und Heimatforscher.

## Leben
Schäfer schlug die Lehrerlaufbahn ein und kam nach dem Zweiten Weltkrieg nach Neuenburg am Rhein, wo er später Konrektor wurde.
Von 1955 bis 1968 war Schäfer Schriftleiter der Zeitschrift des Hebelbundes Müllheim, „Die Markgrafschaft“ und nach der Einstellung dieser Publikation wurde er mit Fritz Schülin Ko-Redakteur der Zeitschrift des Geschichtsvereins Markgräflerland, „Das Markgräflerland“.
In beiden Zeitschriften und der „Badische Heimat“ publizierte Schäfer eine Reihe „tief- und hintergründiger historischer und kulturhistorischer Aufsätze“. 1963 erschien unter dem Titel Neuenburg. Die Geschichte einer preisgegebenen Stadt sein umfangreiches Hauptwerk, das von der Stadt Neuenburg herausgegeben wurde. Zu seinen Themen gehörte auch der spätmittelalterliche Chronist Matthias von Neuenburg.
15 Jahre wirkte er als Leiter des Volksbildungswerkes der Stadt Neuenburg.

## Ehrungen
Am 16. November 1969 wurde er Ehrenbürger der Stadt Neuenburg am Rhein. Dort ist auch ein zentraler Platz nach ihm benannt. 1970 wurde er Ehrenmitglied des Hebelbundes Müllheim.
Im September 1977 erhielt er den Oberrheinischen Kulturpreis der Basler Johann Wolfgang von Goethe-Stiftung.

## Schriften
- unvollständiges Werkverzeichnis auf RI OPAC